# 溪口天生橋
溪口天生橋位於重慶市秀山縣溪口鄉五龍村，文物遺址年代為清代，2009年12月15日列為第二批重慶市文物保護單位。